# Jia Daqun
Jia Daqun (chin.: 贾达群, * August 1955 in Chongqing) ist ein chinesischer Komponist.

## Leben
Jia hatte vom achten bis zum elften Lebensjahr Malunterricht bei Wang Xing-yu am Kunstinstitut von Sichuan, bevor er am Konservatorium Komposition studierte. Er ist Professor für Komposition und Musiktheorie am Konservatorium von Shanghai. 1995/96 war er Gastprofessor an der University of Redlands und gab Vorlesungen über zeitgenössische chinesische Musik u. a. an der University of Southern California, der University of Minnesota und der University of Michigan, der Music School of Manhattan und der Cornell University.
Mit seinem Rondo für Klarinette und Klavier, dem Stück The Dragon and Phoenix Totem für Pipa und Orchester und seiner Sinfonie gewann er jeweils Preise bei nationalen chinesischen Kompositionswettbewerben. Sein Streichquartett wurde beim 12. Wettbewerb der IRINO Stiftung für Kammermusik 1991 in Japan mit dem Irino-Preis ausgezeichnet. Seine Werke wurden bei Festivals für zeitgenössische Republik und in zahlreichen Städten in China, Japan, Europa und den USA aufgeführt. Für Yo-Yo Mas Silk Road Ensemble komponierte er 2000 The Prospect of Colored Desert.

## Werke
- Two Pieces für Klavier, 1983
- Rondo für Klarinette und Klavier, 1984
- The Dragon and Phoenix Totem für Pipa und Orchester, 1985
- Three Temperaments für großen Chor, 1986
- Two Movements Symphony, 1986/87
- String Quartet, 1988
- Counterpoint of Times für Bläserseptett, 1989
- Intonation für 14 Musiker, 1990–1994
- The Mountain Child für gemischtes Kammerensemble und Kinderchor, 1993
- Dialogues für Solostimme, Sopran, Kinderchor, Chor und Orchester, 1993/94
- Overture für chinesische Basstrommel, chinesische Blasinstrumente und Perkussionsband, 1994
- Flavour of Bashu für zwei Violinen, Klavier und Perkussion, 1995
- Pole für chinesische Perkussionsinstrumente, 1996
- Symphonic Prelude --- Bashu Capriccio für Orchester, 1996
- The Song Without Words für Soloperkussion, 1997
- Illusions of the Symphonic Stage of Tang Dynasty für Orchester der Tang Dynasty, Perkussion, Stimmen und großen Chor, 1998
- Dance Suite für Orchester, 1999
- The Prospect of Colored Desert für Violine, Cello, Sheng, Pipa und Perkussion, 2000
- Three Movements of Autumn für neun chinesische Instrumente, 2000
- Sound Games für fünf traditionelle chinesische Perkussionsinstrumente, 2000/01
- Fusion-I für gemischtes Kammerensemble, 2002*Fusion-II, Konzert für Soloperkussion und Orchester, 2002
- Fusion-III für Irish Flute, Akkordeon, Bodhrán, Sheng, Zheng, Perkussion, 13 Streicher und Kammerchor, 2002/03
- The Three Images from Washing Painting für 17 Musiker, 2005
- The Butterfly Dream, Oper, 2007
- The Crane Lake, Ballettmusik, 2008